# Чарна (гмина, Дембицкий повет)
Чарна (пол. Czarna) — сельская гмина (волость) в Польше, входит как административная единица в Дембицкий повет, Подкарпатское воеводство. Население — 13 158 человека (на 2020 год).
Включает населенные пункты:
- Борова
- Гловачова
- Големки
- Грабины
- Жджары
- Подлесье
- Пшерыты-Бур
- Ружа
- Стара-Ястшомбка
- Стары-Яворник
- Хотова
- Чарна
- Язвины